# Herrschaft Riedesel
Die Herrschaft Riedesel, anfangs als Junkerland, später als Riedesel-Land bezeichnet, heißt korrekt eigentlich Herrschaft oder Reichsbaronat Sämmtlicher Riedesel Freiherren zu Eisenbach, Erbmarschalle zu Hessen. Es war ein Territorium im bis 1806 bestehenden Alten Reich, das aus mehreren staatsrechtlich unterschiedlichen Teilen bestand, teils reichsunmittelbar war, teils unter der Lehens-Oberhoheit des Reichsklosters Fulda und der Landgrafschaft Hessen stand. Im Zuge der Auflösung des Alten Reichs wurde die Herrschaft insgesamt Bestandteil des Großherzogtums Hessen.
Die Herrschaft Riedesel lag im östlichen Vogelsberg.

## Landesherrschaft

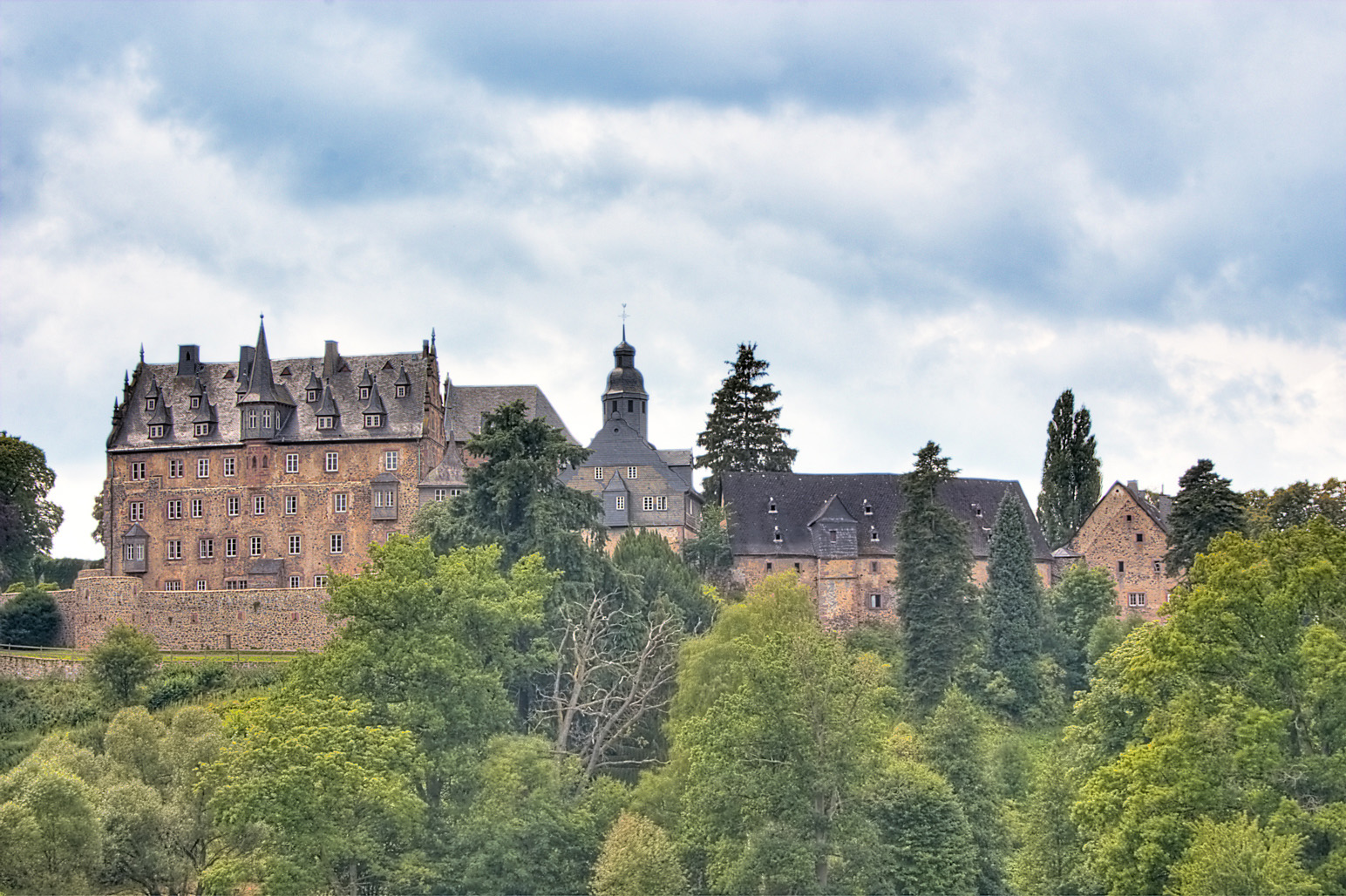
Schloss Eisenbach, Stammsitz der Riedesel

Landesherren war das reichsritterschaftliche Geschlecht Riedesel zu Eisenbach, seit 1432 Erbmarschälle von Hessen und 1680 in den Freiherrenstand erhobenen. Von ihrem Familiennamen leitet sich die Bezeichnung der Herrschaft ab. Stammsitz war die Burg und das spätere Schloss Eisenbach. Die Landesherrschaft derer von Riedesel entstand aus umfangreichen Gebietsgewinnen in Folge kluger Politik in Anlehnung an die Landgrafschaft Hessen und zweier Erbschaften unter Hermann II. Riedesel zu Eisenbach im 15. Jahrhundert.

## Regierung
Die Regierungsfunktion oblag nicht etwa, wie in anderen staatlichen Gebilden jener Zeit,  einem absoluten Herrscher, sondern wurde durch eine parlamentarische Regierungskonferenz ausgeübt, die aus sämtlichen erwachsenen männlichen Familienmitgliedern der Sippe der Riedesel bestand. Nomineller Regent war das älteste Familienmitglied, das den Titel Erbmarschall zu Hessen trug. Die Familie Riedesel traf sich ein- bis zweimal im Jahr, um ihre „Regierungspolitik“ festzulegen.

## Geschichte

### Reformation
Hermann IV. Riedesel zu Eisenbach führte in seiner Herrschaft die Reformation ein. Sein Bruder Theodor blieb beim römisch-katholischen Bekenntnis und versuchte, dies rückgängig zu machen. Die beiden Brüder lagen sich im Eisenbacher Schloss eine Zeitlang als erbitterte Gegner gegenüber. Hermann IV. starb 1529, Theodor 1531. Hermanns Sohn, Hermann V., übernahm 1532 die Regentschaft und setzte als „Beförderer der evangelischen Religion“ die Reformation in der Herrschaft durch. Dies führte hinsichtlich der von der Abtei Fulda stammenden Lehen zeitweise zu kriegerische Auseinandersetzungen, und 1548 eroberte Fulda die Stadt Lauterbach im Handstreich. Vergeblichen versuchten die Riedesel auf dem Rechtsweg, wieder in den Besitz der Stadt zu kommen, 1552 gelang es ihnen militärisch mit Hilfe des protestantischen Grafen Christoph von Oldenburg.

### Entwicklung im 17. und 18. Jahrhundert
Das Territorium der Herrschaft Riedesel war ein geschlossener Gebietsblock. Die Herrschaft lag verkehrsräumlich abseits und war auch hinsichtlich der Landwirtschaft wenig ertragreich. Sie war nicht reich. Die Möglichkeiten, Steuern von der Bevölkerung zu erheben, waren begrenzt.

Die kleine Herrschaft entwickelte in der Frühen Neuzeit in ihrem bescheidenen Rahmen alle Einrichtungen, wie sie in einem Territorialstaat des Alten Reichs üblich waren. Sie hatte eine eigene Verwaltung, Gerichtsbarkeit und eine eigene Landeskirche. Verwaltet wurde das Land von einem Amtmann und dem Zentgrafen. Der Amtmann war einerseits Syndikus der Herrschaft, vertrat sie auch nach außen, der Zentgraf hatte die inneren Belange zu organisieren. Ihnen unterstellt waren die Schultheißen, die die einzelnen Amts- und Gerichtsbezirke leiteten. Parallel dazu gab es eigenständig die Forstverwaltung mit Oberförster und Oberjäger an der Spitze. Die Herrschaft hatte eigene, besondere Rechtsvorschriften, die vom Gemeinen Recht abwichen und bis zum 1. Januar 1900 in Kraft blieben, als sie von dem einheitlich im ganzen Deutschen Reich geltenden Bürgerlichen Gesetzbuch abgelöst wurden.

## Zusammensetzung

### Reichsunmittelbares Gebiet und Fuldaer Lehen
Der reichsunmittelbare Teil der Herrschaft Riedesel bestand aus den Amts- und Gerichtsbezirken: Stadt Lauterbach, Zent Stockhausen und Zent Landenhausen, Gericht Ober-Moos, und Gericht Freiensteinau. Er entstand in einem langen und konfliktträchtigen Ablösungsprozess vom einstigen Lehnsherren, der Abtei Fulda. Wegen dieses reichsunmittelbaren Teils ihrer Herrschaft gehörten die Riedesel der fränkischen Ritterschaft an.
Die ursprüngliche Lehnsherrin des Gebietes, die Abtei Fulda, konnte als geistliche Einrichtung nicht direkt weltliche Macht ausüben. Dazu musste sie weltliche Personen mit dem Amt des Vogts betrauen, die die weltliche Herrschaft und Gerichtsbarkeit ausübten. Für die später Riedesel’schen Gebiete wurde dieses Amt als Lehen an das Adelsgeschlecht der Eisenbacher vergeben. Als dieses 1428 im Mannesstamm ausstarb, ging das Lehen aufgrund seiner Ehe auf Hermann II. Riedesel († 1463), genannt der Goldene Ritter über. Er erwarb nicht nur die Burg Lauterbach in Lauterbach und das Schloss Eisenbach, sondern auch die Burg Ludwigseck bei Ersrode. 1432 wurde mit ihm auch erstmals ein Riedesel Erbmarschall der Landgrafen von Hessen.
Schon zu Zeiten der Eisenbacher gab es häufige Konflikte mit dem Kloster Fulda. Diese spitzten sich nach dem Übergang des Lehens an die Riedesel zu, da es Streit über Umfang und Grenzen der ehemals Eisenbacher Lehen gab. 1465–1471 kam es zu blutigen Auseinandersetzungen zwischen der Abtei und den Riedesel, wobei die meisten Dörfer zwischen Lauterbach und Fulda, und insbesondere die im umstrittenen Gericht Moos, verwüstet wurden. Die Fehde wurde ab 1469 sogar Teil des Hessischen Bruderkriegs, da Landgraf Ludwig II. die Riedesel, sein Bruder Heinrich III. aber die Abtei unterstützte. Als die Riedesel 1527 lutherisch wurden und die Reformation in ihrer Herrschaft durchsetzten (Cuius regio, eius religio), kam es zum völligen Bruch mit Fulda.
Die unklare Rechtslage nach kriegerischen Auseinandersetzungen zwischen den Parteien wurde erst 1684 durch einen Vertrag zwischen der Abtei Fulda und den Freiherren von Riedesel beendet. Die Hauptpunkte waren:
- Die Stadt Lauterbach wurde zu einem Aktiv-Lehen der Abtei Fulda erklärt, das den Freiherren von Riedesel als Passiv-Lehen aufgetragen wurde.[5]
- Das Gericht Freiensteinau wurde bis auf drei Dörfer und zwei kleinere Ausnahmen den Freiherren von Riedesel zugesprochen.[6][Anm. 1]
- Diese drei Dörfer, Hauswurz, Neustädel und Rebsdorf, wurden vom Gericht Freiensteinau abgetrennt und fielen komplett an Fulda. Die (römisch-katholische) Abtei sicherte zu, dass die dort lebenden (evangelischen) Untertanen ihre „Religion“ (Konfession) weiter frei ausüben durften.[7]
- Das Dorf Salzschlirf wurde seitens der Freiherren von Riedesel an die Abtei Fulda abgetreten.[8]
- Weiter wurde eine einmalige Ausgleichszahlung, der Verzicht auf noch erhobene Forderungen und darüber hinaus vereinbart, die vor dem Reichskammergericht anhängigen gegenseitigen Klagen für erledigt zu erklären[9] sowie die gemeinsame Grenze neu zu versteinen.[10]

### Hessische Lehen
Ein erheblicher Teil der Herrschaft Riedesel bestand aus Lehen der Landgrafschaft Hessen. Nach den jahrzehntelangen Auseinandersetzungen zwischen den Erben der Söhne des Landgrafen Philipp I. (Hessenkrieg) kam das Recht, die Riedesel’schen Lehen zu vergeben 1627 – und endgültig dann mit dem Westfälischen Frieden – an die Landgrafen von Hessen-Darmstadt. Das Gebiet bestand aus den Amts- und Gerichtsbezirken Zent Lauterbach, Gericht Engelrod und Gericht Ober-Ohmen.
Da im Einzelnen umstritten war, wem in diesem Lehensverhältnis welche Rechte in welchem Umfang zustanden, ergab sich zwischen den Landgrafen und den Freiherren von Riedesel im Zuge der beiderseits zunehmend angestrebten Verstaatlichung der eigenen Herrschaft ein erhebliches Konfliktpotential. Dieses wurde 1713 mit einem umfangreichen Vertragswerk beigelegt. Dieses bestand aus:
- dem Hauptrezess vom 4. März 1713[12], der die Punkte enthielt, über die abschließend Einigkeit erzielt werden konnte,
- einem Nebenrezess vom gleichen Tag[13], der die Punkte listete, bei denen die Beweislage strittig war[Anm. 2] und
- einem vereinbarten Verfahren, wie die im Nebenrezess gelisteten Streitpunkte zu klären waren.[14]

Neben zahlreichen Kleinigkeiten wurde dabei vereinbart, dass in den Gerichten Lauterbach, Engelrod und Ober-Ohmen
- die Landeshoheit bei der Landgrafschaft liegt[15],
- die Freiherren von Riedesel dem Landgrafen für die hessischen Lehen huldigen mussten[16],
- der Erbmarschall verpflichtet war, auf den Landständen der Landgrafschaft Hessen zu erscheinen[17],
- die Freiherren von Riedesel die hessischen Oberbehörden und Obergerichte als zuständig anerkannten[18] und
- das Besteuerungs- und Rekrutierungsrecht bei der Landgrafschaft liegt[19], dagegen
- die Hoheit in Sachen der „Landeskirche“ bei den Freiherren von Riedesel verbleibt[20],
- ebenso wie alle Einnahmen aus allen Abgaben (außer der Steuer).[21]

## Persönlichkeiten

### Erbmarschälle
Das jeweilige Oberhaupt, d. h. der Senior des Gesamthauses Riedesel war Regent der Herrschaft und gleichzeitig Erbmarschall von Hessen.

### Amtmänner
Die Amtmänner, alles studierte Juristen, standen der Verwaltung und den Gerichten vor und vertraten den Regenten gegebenenfalls nach innen und außen.
| Amtmann                       | Amtszeit                          | Lebensdaten      | Anmerkung                 |
| ----------------------------- | --------------------------------- | ---------------- | ------------------------- |
| Wernerus Crispinius           | 12. April 1576–23. September 1604 | 1535–1604        |                           |
| Johannes Ursinus              | 6. Juli 1606–6. Januar 1619       | –1619            | Schwiegersohn des vorigen |
| Dr. jur. Heinrich Bernhardt   | 1619–18. Mai 1626                 | –1626            |                           |
| Lic. Georg Heselbach          | 1626 –18. Januar 1633             | –1633            |                           |
| Dr. jur. Johannes Brandes     | September 1633–11. Juni 1650      | –1650            |                           |
| J. U. D. Martin Rasor         | 1650–31. Oktober 1662             |                  |                           |
| Lic. Johannes Fischer         | 10. April 1663–29. September 1671 | - 9. März 1672   |                           |
| Johann Jost Hartmann Fischer  | 1671–1679                         |                  | Sohn des vorigen          |
| Lic. Bernhard Caspar Melchior | 1679–1. November 1698             |                  |                           |
| J. U. Lic. Johannes Höck      | 1696–1715                         | 18. Oktober 1658 |                           |

## Im Großherzogtum
Im Zuge der Auflösung des Alten Reichs kam die Herrschaft Riedesel 1806 unter die Souveränität des Großherzogtums Hessen. Die Herren von Riedesel behielten dabei ihre angestammten Hoheitsrechte zunächst bei – Reichs- und Lehenshoheit wurden durch die staatliche Souveränität des Großherzogtums ersetzt, die innere Struktur der Herrschaft blieb von diesem Vorgang fast unberührt.
Der Status als Standesherrschaft war dabei zunächst zweifelhaft. In der Praxis wurden sie aber so behandelt und die Freiherren von Riedesel waren Standesherren gleichgestellt. In einigen Rechtsakten wurden sie deshalb neben den Standesherren explizit nochmals erwähnt. 1827 wurden sie dann offiziell gleichgestellt.
Das Gebiet teilte sich in die Ämter Altenschlirf, Engelrod, Freienstein, Lauterbach und Ober-Ohmen ein und hatte fast 20.000 Einwohner.
Im Zuge der Justiz- und Verwaltungsreform von 1821 im Großherzogtum wurden auch auf unterer Ebene Rechtsprechung und Verwaltung getrennt und die Aufgaben der überkommenen Ämter in Landratsbezirken – zuständig für die Verwaltung – und Landgerichten – zuständig für die Rechtsprechung – neu organisiert. Die Freiherren von Riedesel verzichteten dabei darauf, Verwaltung und Rechtsprechung weiter zu betreiben, einigten sich vielmehr darauf, dass der Staat das nun – wenn auch formal in ihrem Namen – selbst tat.